# Ceux de la Libération

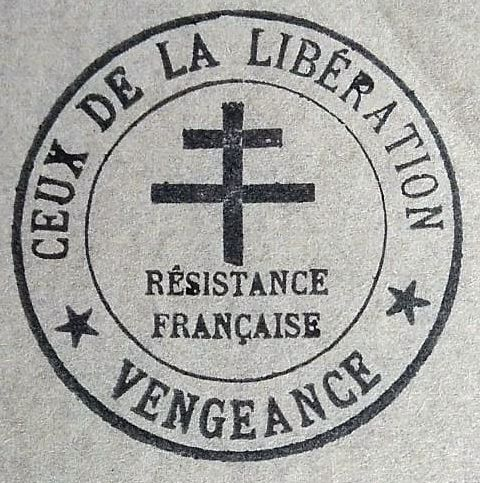
Stempel Ceux de la Libération

Ceux de la Libération (kurz: CDLL; deutsch „Diejenigen der Befreiung“) war eine der bedeutenden Organisationen innerhalb der Résistance während des Zweiten Weltkriegs. Ceux de la Libération war auch Mitglied des Nationalen Widerstandsrates (CNR). Die CDLL ist nicht mit Ceux de la Résistance (CDLR) zu verwechseln.

## Geschichte
Die Gruppe wurde am 2. August 1940 von Yves Chabrol, Maurice Nore und Maurice Ripoche gegründet. Der Name „Ceux de la Libération“ stammte aus dem Gründungsmanifest dieser Widerstandsgruppe. Zu der Anfangsformation gehörten auch Henri Pascal, Jacques Ballet, Pierre Beuchon sowie René Leduc. Die Organisation rekrutierte ihre Mitglieder vor allem aus Pilotenkreisen und Parteimitgliedern aus der französischen Linken (Partei von Colonel de la Rocque).
Anfang 1942 trafen Roger Coquoin-Lenormand (Inhaber eines Chemie-Labors) und Maurice Ripoche zusammen und vereinbarten, die Gruppe auf ganz Paris und verschiedene Provinzen (Normandie, Champagne, Burgund, Vendée) auszudehnen. Im nächsten Schritt (November 1942) begann die Turma-Vengeance–Bewegung von François Wetterwald und Victor Dupont mit der CDLL einen Fusionsprozess. Spätestens im Juni 1943 war der Fusionsprozess vollzogen. Im letzten Schritt trat auch die Vercingétorix-Gruppe unter Aymé Guerrin (Journalist) der Ceux de la Libération bei. Die Bewegung hatte bald mehrere tausend Mitglieder in der besetzten Zone. Allein die Turma-Vengeance-Bewegung hatte in etwa 10.000 Mitglieder. Aber auch einzelne, kleinere lokale und regionale Widerstandsgruppen (z. B. Reseaux Uranus) arbeiteten eng mit der CDLL zusammen.
Die CDLL nahm an der ersten Sitzung (27. Mai 1943) des Nationalen Widerstandsrates (Conseil national de la Résistance) teil. Roger Coquoin-Lenormand vertrat die CDLL bei der ersten Sitzung. Nach der Verhaftung von Roger Coquoin wurde die Bewegung von André Mutter im CNR vertreten.
Die Gruppe arbeitete insbesondere nachrichtendienstlich für den britischen Geheimdienst, blieb aber unabhängig von der SOE. Sie führte sowohl Sabotageakte durch als auch Versuche, die Freilassung von Gefangenen zu erreichen.
Ceux de la Libération veröffentlichte die Untergrundzeitung La France Libre. Aymé Guerrin war ihr zeitweiser Chefredakteur.

## Regionalgruppen
Die CDLL war in verschiedenen Regionen und Départements in Frankreich vertreten.
- CDLL im Département Marne (Champagne/Marne): Sie war an folgenden Standorten vertreten: Épernay, Reims, Châlons-en-Champagne, La Cheppe, Suippes, Mourmelon-le-Grand. Die Leitung hatte Georges Wouters.[6]
- CDLL-Normandie
- CDLL-Burgund. Die Leitung hatte Pierre Beuchon.[6]
- CDLL-Vendée
- CDLL-Paris. Die Leitung hatten:
  - Georges Maurice Savourey (von ? bis März 1942) und
  - André Pochan (von ? bis April 1943)[6] und/oder
  - Maurice Ripoche (von ? bis März 1943)

## Leitung
- August/November 1940 bis März 1943: Maurice Ripoche, Henri Pascal, Jacques Ballet
- März 1943 bis Dezember 1943: Gilbert „Médéric“ Védy, Roger Coquoin-„Lenormand“[13]
- Januar 1944 bis August 1944: André Mutter[14]

## Mitglieder
Siehe Liste der Mitglieder der Französischen Widerstandsorganisation Ceux de la Libération